# Odivelas
Odivelas és un municipi portuguès, situat al districte de Lisboa, a la Regió de Lisboa i a la subregió de Gran Lisboa. L'any 2004 tenia 143.995 habitants. Limita al nord-est amb Loures, al sud-est amb Lisboa i a l'oest amb Amadora i Sintra. Fou creat el 1998 por desmembrament del de Loures.
| Població del concelho d'Odivelas (2001 – 2004) | Població del concelho d'Odivelas (2001 – 2004) |
| ---------------------------------------------- | ---------------------------------------------- |
| 2001                                           | 2004                                           |
| 133847                                         | 143995                                         |

## Freguesies
- Caneças
- Famões
- Odivelas, anteriorment Odivelas (Lumiar e Carnide)
- Olival Basto
- Pontinha
- Póvoa de Santo Adrião
- Ramada